# Cinéma Le Castillet
El Cinema Le Castillet o Cinema Castillet és una sala de cinema situada a Perpinyà.

## Història
El cinema Le Castillet, creat per l'empresari Joan Font, s'edificà en un terreny que havia deixat lliure l'enderrocament de les muralles de la ciutat, a un pas del mític monument de Perpinyà, del qual prengué el nom.
La construcció anà a càrrec de l'arquitecte Eugène Montès, i l'escultor Alexandre Guénot s'ocupà de la decoració. El seu disseny s'inspirava en l'arquitectura teatral del segle xix, que incorporava alguns elements modernistes. La sala de cinema, amb 1.100 seients i amb una pantalla de dos per tres metres, era la primera de la ciutat, i oferia opereta, música i cinema. Fou inaugurada el 7 de novembre de 1911.
En la dècada dels anys vuitanta del segle XX es va reconvertir en un cinema multisales, i en la dècada del 2000 en el Mega-Castillet, amb deu sales de diferents dimensions.
El mateix any 1911 s'inaugurava també a Perpinyà l'Apollo, que ja ha tancat les seves portes. El Castillet pot reivindicar que és el cinema més antic de França encara en funcionament. Parts de l'edifici van ser declarades monument històric el 1997.